# Klaasje Meijer
Klaasje Ietje (Alieke) Meijer (Lutjegast, 2 maart 1995) is een Nederlandse zangeres, actrice, presentatrice en fluitist. Van 2015 tot en met 2021 was zij lid van K3.

## Levensloop
Meijer groeide op in Nieuwendijk, waar haar vader werkzaam was als dominee, en studeerde aan het conservatorium van Amsterdam. Haar hoofdvakdocent was Marieke Schneemann. Klaasje speelt dwarsfluit en gaf hierin les aan kinderen. In het najaar van 2015 was ze een van de winnaressen van de talentenjacht K3 zoekt K3, die werd uitgezonden op SBS6 en VTM. Samen met Marthe De Pillecyn en Hanne Verbruggen vormde ze de nieuwe bezetting van K3. Hoewel haar roepnaam Alieke is, besloot ze voor K3 haar officiële naam en tevens doopnaam Klaasje te gebruiken.
Meijer verhuisde half december 2015 naar Antwerpen omdat het pendelen voor K3 onhaalbaar bleek. Begin 2020 verhuisde ze terug naar Nederland, om te gaan samenwonen met haar vriend Max van Geest.
Op 9 februari 2021 maakte ze onverwacht bekend dat ze de K3-meidengroep zou verlaten. Ze gaf wel te kennen dat ze zeker nog een jaar bij K3 zou blijven. Haar opvolgster werd aangeduid via een talentenjacht op de Vlaamse en Nederlandse televisie: K2 zoekt K3. De winnares en opvolgster is Julia Boschman.
In 2021 was Meijer kandidate in De Slimste Mens ter Wereld. Ze deed één aflevering mee. Daarnaast was zij in hetzelfde jaar kandidaat in het SBS6-programma The Big Balance, dat zij won. Verder was ze zeven afleveringen lang te zien als Schorpioen in de Vlaamse versie van The Masked Singer.
In 2023 was Meijer te zien in de competitie Avastars, waarbij ze samen met Valery Bouwknegt het virtuele personage Kioko was. Meijer was de stem van Kioko en Bouwknegt nam de dans voor haar rekening. Meijer en Bouwknegt vielen als tweede af in de vierde aflevering. Datzelfde jaar speelde ze ook mee in de Vlaamse versie van De Verraders als verrader.
In 2024 presenteerde Meijer in België haar eigen televisiereeks voor VRT MAX, 'Classic Klaasje', waar zij met verschillende Bekende Vlamingen de Koningin Elisabethwedstrijd observeerde en becommentarieerde. Meijer kondigde in 2024 tevens haar nieuwe theatertour aan, waar zij samen met vaste pianist Vital Stahievitch een klassiek programma zal performen. Ook sloeg zij samen met Pearl Jozefzoon de handen ineen, om mee te werken aan 'A Night of Gospel', waar zij haar muzikale bijdrage levert als fluitist en zangeres. 
Meijer is nauw verbonden met het Prinses Christina Concours en de Nederlandse Fluitacademie (Neflac), waar zij geregeld mee samenwerkt en waar zij workshops verzorgt. Daarnaast is zij ambassadeur van het Kinder- Prinsengrachtconcert.
Sinds september 2024 presenteert Meijer wekelijks als vaste side-kick bij het programma 'Club Kawtar', op MNM (radio) van de VRT, samen met Kawtar Ehlalouch, een Vlaamse radiopresentatrice.

## Privé
Meijer heeft een relatie met advocaat en jurist Max van Geest. Het stel trouwde in oktober 2024. In april 2025 maakte zij online bekend in verwachting te zijn van haar eerste kindje. 

## Televisie
- K3 zoekt K3 (2015) - als kandidate en winnares met Hanne Verbruggen en Marthe De Pillecyn
- K3 - Muziekclips (2015-2021) - als zichzelf
- Welkom bij K3 (2015) - als zichzelf
- Dit is K3 (2016) - als zichzelf
- Wij zijn K3 (2016) - als zichzelf
- Is er Wifi in Tahiti? (2016) - als kandidate samen met Hanne Verbruggen en Marthe De Pillecyn
- De avonturen van K3 (animatiereeks, 2016) - als Klaasje, stem
- Iedereen K3 (2016-2017) - als presentatrice
- K3 Dansstudio (2016-2017) - als presentatrice
- 2 Meisjes op het Strand (2016) - als presentatrice
- Radio 2 Zomerhit (2016-2017) - als kandidate samen met Hanne Verbruggen en Marthe De Pillecyn
- Het dagboek van K3 (2016-2018) - als zichzelf
- K3 Vlogt (2017-2021) - als zichzelf
- Tegen de Sterren op (2017) - als zichzelf
- Camping Karen & James (2017) - als zichzelf
- Overal K3 (2017) - als zichzelf
- Wedden dat ik het kan (2017) - als zichzelf
- Knoop Gala (2017) - als zichzelf
- Ligt er Flan op de Mont Blanc? - als kandidate samen met Hanne Verbruggen en Marthe De Pillecyn
- De tafel van K3 (2018) - als presentatrice
- The Voice Kids (2018-2020) - als jurylid/coach samen met Hanne Verbruggen en Marthe De Pillecyn
- Zet 'm op! (2018) - als zichzelf
- K3 Roller Disco (2018-2020) - als Klaasje
- K3 Dromen (2019) - als Klaasie
- Het Rad (2020) - als zichzelf
- Code van Coppens (2020, 2022) - als kandidate samen met Hanne Verbruggen en Marthe De Pillecyn (2020) en met Lize Feryn (2022)
- K3 Roller Disco Club (2020) - als presentatrice
- Ik weet er alles van! VIPS (2021) - als deelnemer
- De Slimste Mens ter Wereld (2021) - als deelnemer
- The Big Balance (2021) - winnares
- K2 zoekt K3 (2021) - als zichzelf
- The Masked Singer (2022) - als Schorpioen (7 afleveringen)
- Code van Coppens: De wraak van de Belgen (2022) - als kandidate samen met Gers Pardoel
- Avastars (2023) - als virtueel personage Kioko samen met Valery Bouwknegt (4 afleveringen)
- Alles is Muziek (2023) - als deelnemer
- Secret Duets (2023) - als secret singer
- De Verraders (2023) - als verrader
- The Big Bang (2023) - als kandidate samen met Loïc van Impe
- The Big Bang (2023) - als kandidate samen met Gers Pardoel
- De Verraders: De Ronde Tafel (2023) - als zichzelf

## Films
- K3 Love Cruise (2017) - als Klaasje
- K3: Dans van de farao (2020) - als Klaasje
- Boeien! (2022) - als Jitske
- 200% WOLF (2024) - als Batty (animatiefilm)